# Doğubeyazıt (stad)

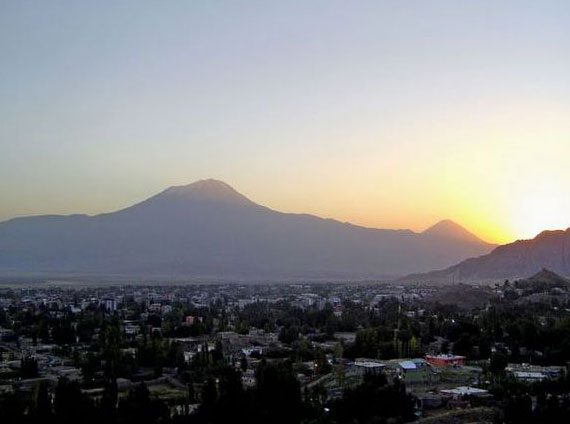
Doğubayazıt met op de achtergrond de Ararat

Doğubayazıt (Armeens: Բայազետ, Դարոյնք, Դարենից; Koerdisch: Bazîd) is een stad in de Turkse provincie Ağrı in Oost-Anatolië. Doğubayazıt is de hoofdplaats van het district Doğubeyazıt en telde in 2011 73.505 inwoners, met name Koerden.
Doğubayazıt is een plaats met een lange historie en ligt op 15 km ten zuidwesten van de berg Ararat en op 35 km van de Iraanse grens. De stad ligt in een vlakte die omgeven is door hoge bergtoppen, waaronder de Ararat (5137 m), de Kleine Ararat (3896 m), de Tendürek (3533 m), de Kaletepe (3196 m), de Arıdağı (2934 m) en de Göllertepe (2643 m).